# Record de France de natation messieurs du 50 mètres papillon
Le record de France de natation sportive messieurs pour l'épreuve du 50 mètres papillon concerne les records obtenus par les athlètes dans cette épreuve en bassin de 50 et 25 mètres.

## Bassin de 50 mètres
| Temps      | Athlète             | Naissance | Âge | Club                            | Compétition                | Lieu          | Date            |
| ---------- | ------------------- | --------- | --- | ------------------------------- | -------------------------- | ------------- | --------------- |
| 25 s 76    | Xavier Savin        | 1960      | 24  | Club des Vikings de Rouen       | Championnats de France (f) | Strasbourg    | 16 mars 1984    |
| 25 s 35    | Xavier Savin        | 1960      | 24  | Club des Vikings de Rouen       |                            | Paris         | 14 août 1984    |
| 25 s 31    | François Rosenblatt | 1965      | 21  | Cercle des Nageurs de Cannes    | Championnats de France     | Millau        | 19 juillet 1986 |
| 24 s 98    | Bruno Gutzeit       | 1966      | 23  | Dauphins du TOEC                | Championnats de France (s) | Forbach       | 18 mars 1989    |
| 24 s 84    | Bruno Gutzeit       | 1966      | 23  | Dauphins du TOEC                | Championnats de France (s) | Forbach       | 18 mars 1989    |
| 24 s 59    | Bruno Gutzeit       | 1966      | 28  | Dauphins du TOEC                | Championnats de France (s) | Lille         | 16 mars 1994    |
| 24 s 58    | Franck Esposito     | 1971      | 26  | Cercle des nageurs d'Antibes    | Championnats de France     | Mennecy       | 16 mai 1997     |
| 24 s 43    | Franck Esposito     | 1971      | 26  | Cercle des nageurs d'Antibes    | Championnats d'Europe      | Séville       | 20 août 1997    |
| 24 s 27 NH | Frédérick Bousquet  | 1981      | 21  | Cercle des nageurs d'Antibes    |                            | Villeurbanne  | 11 mai 2002     |
| 24 s 27    | Frédérick Bousquet  | 1981      | 22  | CS Clichy 92                    | Championnats de France (s) | Saint-Étienne | 13 avril 2003   |
| 24 s 15    | Frédérick Bousquet  | 1981      | 22  | CS Clichy 92                    | Championnats de France (d) | Saint-Étienne | 13 avril 2003   |
| 24 s 14    | Frédérick Bousquet  | 1981      | 22  | CS Clichy 92                    | Championnats de France (f) | Saint-Étienne | 14 avril 2003   |
| 24 s 06    | Frédérick Bousquet  | 1981      | 23  | CS Clichy 92                    | Championnats de France (d) | Dunkerque     | 18 avril 2004   |
| 23 s 98    | Frédérick Bousquet  | 1981      | 23  | CS Clichy 92                    | Championnats de France (f) | Dunkerque     | 19 avril 2004   |
| 23 s 83    | Frédérick Bousquet  | 1981      | 25  | Cercle des nageurs de Marseille | Championnats de France (f) | Tours         | 13 mai 2006     |
| 23 s 83    | Frédérick Bousquet  | 1981      | 25  | Cercle des nageurs de Marseille | Championnats d'Europe (d)  | Budapest      | 31 juillet 2006 |
| 23 s 82    | Frédérick Bousquet  | 1981      | 25  | Cercle des nageurs de Marseille | Championnats d'Europe (f)  | Budapest      | 1er août 2006   |
| 23 s 82    | Amaury Leveaux      | 1985      | 23  | Mulhouse Olympic Natation       | Championnats d'Europe (d)  | Eindhoven     | 18 mars 2008    |
| 23 s 81    | Frédérick Bousquet  | 1981      | 27  | Cercle des nageurs de Marseille | Championnats de France (d) | Dunkerque     | 25 avril 2008   |
| 23 s 74    | Frédérick Bousquet  | 1981      | 27  | Cercle des nageurs de Marseille | Championnats de France (f) | Dunkerque     | 26 avril 2008   |
| 23 s 54    | Frédérick Bousquet  | 1981      | 27  | Cercle des nageurs de Marseille | Open de Paris (f)          | Paris         | 19 juin 2008    |
| 23 s 36    | Amaury Leveaux      | 1985      | 24  | Mulhouse Olympic Natation       | Championnats de France (s) | Montpellier   | 22 avril 2009   |
| 22 s 84    | Frédérick Bousquet  | 1981      | 28  | Cercle des nageurs de Marseille | Championnats de France (s) | Montpellier   | 22 avril 2009   |
| 22 s 84    | Florent Manaudou    | 1990      | 24  | Cercle des nageurs de Marseille | Championnats du monde (d)  | Kazan         | 2 août 2015     |
| 22 s 74    | Maxime Grousset     | 1999      | 24  | CS Clichy 92                    | Championnats du monde (s)  | Fukuoka       | 23 juillet 2023 |
| 22 s 72    | Maxime Grousset     | 1999      | 24  | CS Clichy 92                    | Championnats du monde (d)  | Fukuoka       | 23 juillet 2023 |
| 22 s 70    | Maxime Grousset     | 1999      | 26  | CS Clichy 92                    | Championnats de France (f) | Montpellier   | 14 juin 2025    |
| 22 s 61    | Maxime Grousset     | 1999      | 26  | CS Clichy 92                    | Championnats du monde (d)  | Singapour     | 27 juillet 2025 |
| 22 s 48    | Maxime Grousset     | 1999      | 26  | CS Clichy 92                    | Championnats du monde (f)  | Singapour     | 28 juillet 2025 |

## Bassin de 25 mètres
| Temps      | Athlète            | Naissance | Âge | Club                              | Compétition                 | Lieu             | Date             |
| ---------- | ------------------ | --------- | --- | --------------------------------- | --------------------------- | ---------------- | ---------------- |
| 23 s 45    | Romain Barnier     | 1976      | 29  | Cercle des nageurs d'Antibes      | Coupe du monde              | Berlin           | 22 janvier 2005  |
| 23 s 45    | Frédérick Bousquet | 1981      | 24  | Cercle des nageurs de Marseille   | Championnats de France (f)  | Chalon-sur-Saône | 3 décembre 2005  |
| 23 s 43    | Antoine Galavtine  | 1985      | 22  | Stade français Olympic Courbevoie | Championnats de France (f)  | Nîmes            | 8 décembre 2007  |
| 23 s 20    | Frédérick Bousquet | 1981      | 27  | Cercle des nageurs de Marseille   | Meeting de Rouen            | Rouen            | 26 octobre 2008  |
| 23 s 06    | Frédérick Bousquet | 1981      | 27  | Cercle des nageurs de Marseille   | Coupe du monde (f)          | Stockholm        | 11 novembre 2008 |
| 22 s 96    | Frédérick Bousquet | 1981      | 27  | Cercle des nageurs de Marseille   | Meeting de Saint-Dizier (f) | Saint-Dizier     | 15 novembre 2008 |
| 22 s 73    | Amaury Leveaux     | 1985      | 23  | Mulhouse Olympic Natation         | Championnats de France (s)  | Angers           | 6 décembre 2008  |
| 22 s 72    | Frédérick Bousquet | 1981      | 27  | Cercle des nageurs de Marseille   | Championnats de France (s)  | Angers           | 6 décembre 2008  |
| 22 s 29 RM | Amaury Leveaux     | 1985      | 23  | Mulhouse Olympic Natation         | Championnats de France (f)  | Angers           | 6 décembre 2008  |
| 22 s 18 RM | Amaury Leveaux     | 1985      | 23  | Mulhouse Olympic Natation         | Championnats d'Europe (s)   | Rijeka           | 14 décembre 2008 |
| 22 s 17    | Frédérick Bousquet | 1981      | 28  | Cercle des nageurs de Marseille   | Championnats d'Europe (f)   | Istanbul         | 13 décembre 2009 |
| 22 s 09    | Florent Manaudou   | 1990      | 24  | Cercle des nageurs de Marseille   | Championnats de France (f)  | Montpellier      | 23 novembre 2014 |
| 22 s 06    | Maxime Grousset    | 1999      | 24  | CS Clichy 92                      | Championnats d'Europe (f)   | Otopeni          | 9 décembre 2023  |